# Пилява (герб)

Герб Пилява

Герб Пилява (золота)

Пилява (пол. Pilawa) — шляхетський герб. У синьому полі срібний хрест із двома кінцями ліворуч і трьома праворуч. У клейноді — п'ять страусових пір'їн.

## Історія

### Легенда
На давній пруській території була місцевість Пилява (Піллау, нім. Pillau, пол. Piława), (тепер м. Балтійськ Калінінградської області Російської Федерації). В цій місцевості між слов'янами і прусами зав'язалася битва. Поступатись не хотів ніхто. Тоді відважний лицар Жирослав із мечем та хоругвою стрімко пробився в середину стану супротивника — і в запеклій сутичці поборов ворожого ватажка. Розгром прусів став неминучим.
Відвага лицаря була помічена і винагороджена. До хреста на його хоругві королем Казимиром ІІ Справедливим було додано ще рамено з одного боку: хрест став вліво — двораменним, вправо — трираменним.

### Використання
Найдавніша згадка про герб походить з 1385 року. Набув значного поширення в багатьох землях — краківській, сандомирській, руській.
Гербом послугувалися десятки відомих родин, які надавали йому різного кольорового вирішення, поєднували зі щитом, вежами, стрічками, короною, страусиним пір'ям. Найвідоміша з цих родин — Потоцькі, яка мала дві основні гілки — «Золота Пилява» — староста генеральний Стефан Потоцький та нащадки і «Срібна Пилява».